# يان ريان
يان ريان (بالإنجليزية: Ian Ryan)‏ هو لاعب كرة القدم الغالية ولاعب كرة قدم أيرلندي، ولد في 9 يونيو 1987 في مقاطعة ليمريك في جمهورية أيرلندا. لعب مع درودا يونايتد ونادي دوندالك ونادي شامروك روفرز ونادي شيلبورن.